# Andrzej Skoczylas
Andrzej Przemysław Skoczylas – polski prawnik, profesor nauk prawnych, specjalista w zakresie administracji publicznej, postępowania administracyjnego, postępowania sądowo-administracyjnego oraz prawa administracyjnego, związany z Uniwersytetem im. Adama Mickiewicza w Poznaniu.

## Życiorys
Studia prawnicze ukończył na Wydziale Prawa i Administracji UAM. W 2000 otrzymał stopień doktorski na podstawie pracy pt. Odesłania do postępowania administracyjnego i postępowania cywilnego w postępowaniu sądowoadministracyjnym (promotorem był Roman Hauser). Habilitował się w 2005 na podstawie oceny dorobku naukowego i rozprawy Działalność uchwałodawcza Naczelnego Sądu Administracyjnego. Tytuł naukowy profesora nauk prawnych został mu nadany w 2013 roku.  
Od 2007 kierownik w Katedrze Postępowania Administracyjnego i Sądowoadministracyjnego na Wydziale Prawa i Administracji UAM.  Od 2005 do 2008 pełnił funkcję kierownika Stacjonarnego Studium Administracji UAM. Przez trzy kadencje (2002-2012) był członkiem Komisji Prawnej Senatu UAM. Promotor 7 ukończonych prac doktorskich oraz recenzent w licznych przewodach doktorskich, habilitacyjnych i o nadanie tytułu profesora. Wypromował ponad 130 magistrów na kierunkach prawo lub administracja. 
Od 2000 r. związany z sądownictwem administracyjnym - od 2016 sędzia Naczelnego Sądu Administracyjnego w Izbie Gospodarczej, wcześniej m.in. sędzia WSA w Poznaniu, naczelnik jednego z wydziałów i członek Biura Orzecznictwa NSA, asystent sędziego (2000-2006). Był członkiem Zespołu do opracowania koncepcji modyfikacji postępowania administracyjnego – zob. Raport zespołu eksperckiego z prac w latach 2012-2016 „Reforma prawa o postępowaniu administracyjnym”, red. Zbigniew Kmieciak, Warszawa 2017.
Autor ok. 160 publikacji głównie z zakresu prawa i postępowania administracyjnego, postępowania sądowoadministracyjnego oraz postępowania egzekucyjnego w administracji.

## Nagrody
Wielokrotnie nagradzany na UAM za osiągnięcia w pracy naukowej, dydaktycznej i organizacyjnej (np. nagrodami Rektora UAM - zespołową I stopnia w 2011 oraz za osiągnięcia dydaktyczne - zespołową III stopnia w 2017). W 2017 r. został laureatem XXIII Złotych Paragrafów - nagrody "Dziennika Gazety Prawnej"  - w kategorii najlepszy sędzia (wspólne z członkami składu orzekającego sędziami NSA oraz sędziami WSA w Warszawie orzekającymi w pierwszej instancji).

## Wybrane publikacje
- Odesłania w postępowaniu sądowoadministracyjnym, wyd. 2001, ISBN 83-7110-892-3
- Działalność uchwałodawcza Naczelnego Sądu Administracyjnego, wyd. 2004, ISBN 83-7387-507-7
- Postępowanie egzekucyjne w administracji. Komentarz (współautor wraz z R. Hauserem i Z. Leońskim), wyd. 2004 i kolejne, ISBN 83-7387-092-X
- Rozstrzyganie sporów kompetencyjnych i o właściwość przez NSA, wyd. 2008, ISBN 978-83-7334-942-1
- Postępowanie administracyjne, sądowoadministracyjne i egzekucyjne w administracji. Kazusy (redaktor i współautor wraz z K. Celińską-Grzegorczyk i W. Sawczynem), wyd. 2008 i kolejne, ISBN 978-83-7620-037-8
- Prawo procesowe administracyjne (współautor wraz z B. Adamiak i J. Borkowskim, pod red. R. Hausera, Z. Niewiadomskiego, A. Wróbla), wyd. 2010, ISBN 978-83-255-1512-6
- Klauzule generalne i zwroty niedookreślone w prawie podatkowym i administracyjnym. Wybrane zagadnienia teoretyczne i orzecznicze (współautor wraz z A. Choduń i A. Gomułowiczem), wyd. 2013, ISBN 978-83-264-4499-9
- Środki zaskarżenia w postępowaniu sądowoadministracyjnym wraz z wzorami pism procesowych (współautor wraz z R Hauserem i W. Piątkiem), wyd. 2013, ISBN 978-83-255-4814-8
- Aktualne problemy postępowania egzekucyjnego w administracji (współredaktor wraz z J. Stankowskim), wyd. 2013, ISBN 978-83-62723-57-7
- ponadto glosy do orzeczeń sądów, rozdziały w pracach zbiorowych i artykuły publikowane w czasopismach prawniczych, m.in. w "Państwie i Prawie" oraz "Orzecznictwie Sądów Polskich"[1]